# Septaria
Septaria – rodzaj konkrecji marglistej lub ilasto-żelazistej, które cechują się obecnością promienistych lub poligonalnych szczelin, które rozszerzają się w kierunku ich wnętrza i są wypełnione wtórnie kalcytem lub dolomitem, czasem z dodatkową mineralizacją sfalerytem, galeną, pirytem, chalkopirytem, gipsem albo barytem. 
 Szczeliny mogły powstawać wskutek pękania lub kurczenia się materiału konkrecji.
Septarie, zwykle przecięte i wypolerowane, są chętnie pozyskiwane przez kolekcjonerów skał i minerałów.
W Polsce liczne i duże septarie występują w skałach wapiennych w rejonie Nowego Kościoła oraz w iłach jurajskich, pięter bajos i baton w rejonie Częstochowy.

## Galeria

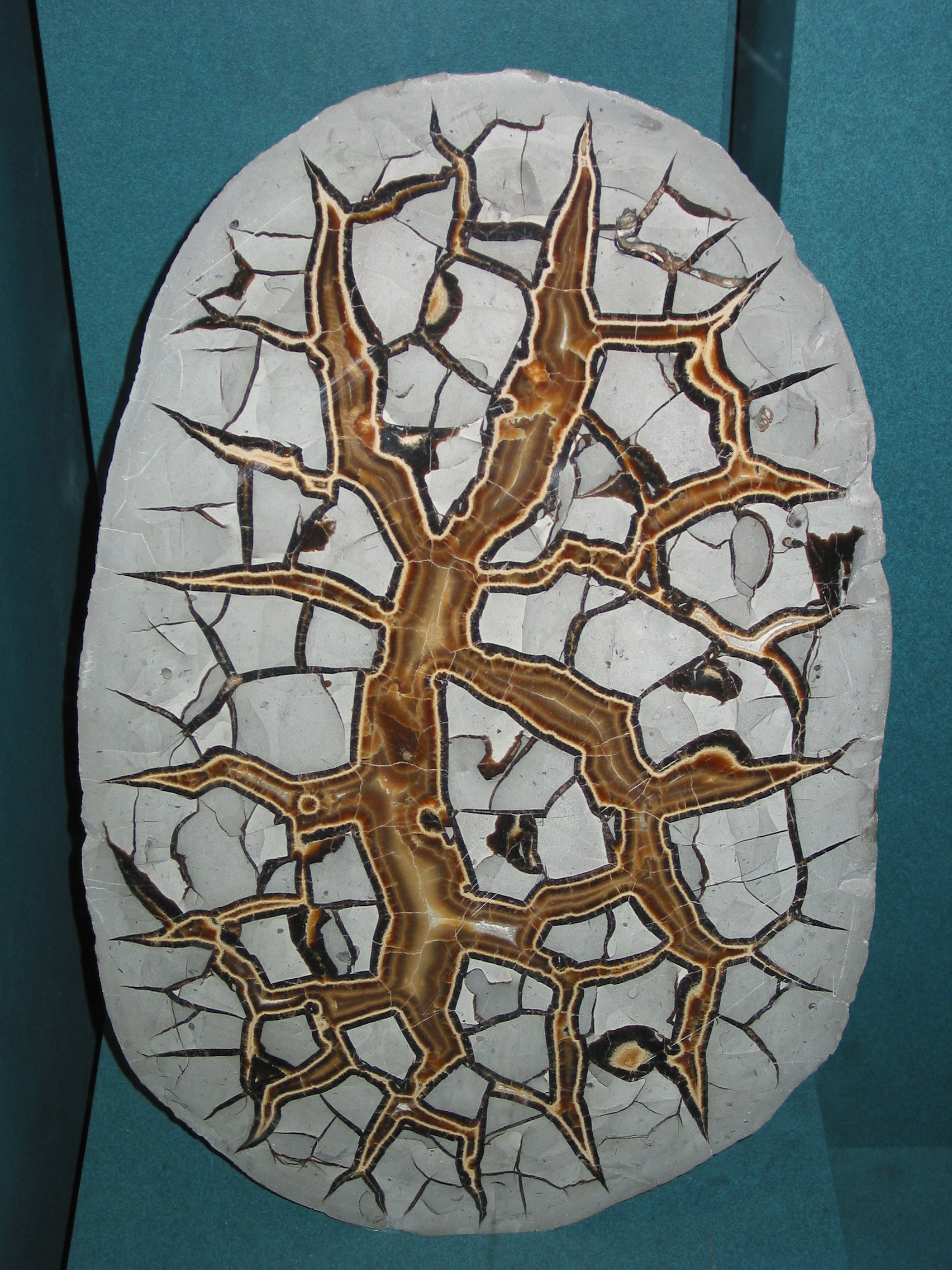
Septaria „promienista”
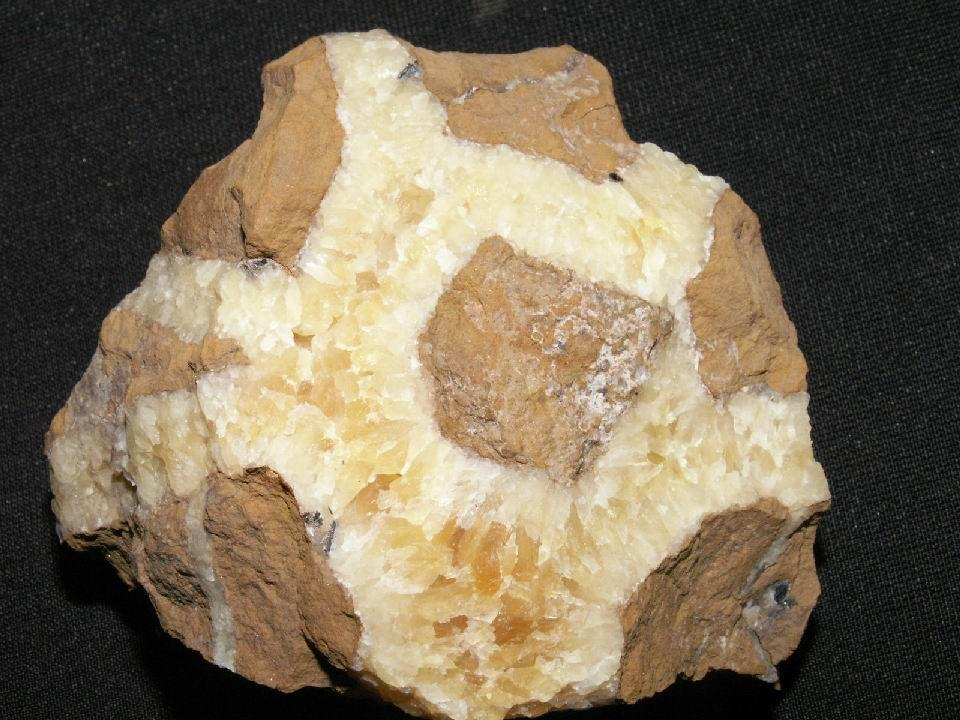
Septaria „poligonalna”